# Liebenstein (Thuringe)
Pour les articles homonymes, voir Liebenstein.
Liebenstein est une municipalité allemande du land de Thuringe, dans l'arrondissement d'Ilm, au centre de l'Allemagne. En 2015, sa population est de 355 habitants.

## Source de la traduction
- (de) Cet article est partiellement ou en totalité issu de l’article de Wikipédia en allemand intitulé « Liebenstein » (voir la liste des auteurs).